# Cascata das Andorinhas
A Cascata das Andorinhas está localizada a cerca de 100 km de Porto Alegre, entre os municípios de Rolante e Riozinho, no Rio Grande do Sul. O nome origina-se em função presença marcante da espécie de ave na região. Ela tem apenas 15 m de altura e é protegida por um paredão em forma de ferradura, lembrando uma caverna.
A região do Vale do Paranhama, onde está localizada a Cascata, é uma área de transição morfológica, bem no meio entre os Campos de Cima da Serra e a Planície Litorânea. Trata-se de uma zona mediana, de relevo acidentado, que garante paisagens diversificadas e lindas cascatas.